# アントニオ・ジュリアーノ
アントニオ・ジュリアーノ（Antonio Juliano、1943年1月1日 - 2023年12月13日）は、イタリア・ナポリ出身の元同国代表の元サッカー選手。ポジションはMF。
1966年から1974年までイタリア代表としてプレー、通算22試合に出場した。この間、3度FIFAワールドカップに参加、1968年のUEFA欧州選手権では優勝、1970年のワールドカップでは準優勝を果たした。クラブでは15シーズンもの間をSSCナポリでプレーした。

## タイトル
ナポリ
- コッパ・イタリア優勝：1975-76

イタリア代表
- FIFAワールドカップ準優勝：1970
- UEFA欧州選手権 : 1968